# The Wackness – Verrückt sein ist relativ
The Wackness – Verrückt sein ist relativ (Originaltitel: The Wackness, übersetzt: „Die Verrücktheit“) ist ein US-amerikanisches Filmdrama aus dem Jahr 2008. Regie führte Jonathan Levine, der auch das Drehbuch schrieb.

## Handlung
The Wackness erzählt die Geschichte des Außenseiters Luke Shapiro, der gerade die High School beendet hat und sich nebenher Geld als Marihuana-Dealer verdient. Seine Eltern streiten sich in letzter Zeit sehr häufig und seine Klassenkameraden sehen ihn nur als den Typen, bei dem sie „Stoff“ bekommen; sie wollen sonst nichts mit ihm zu tun haben. Luke geht deshalb zu dem Psychiater Dr. Jeffrey Squires. Er bezahlt diesen für seine therapeutische Arbeit mit Marihuana. Luke und seinen Psychiater verbindet neben der Drogensucht auch ihre Depressionen. Es entwickelt sich zwischen ihnen ein freundschaftliches Verhältnis. Sie ergründen die Stadt New York und ihre Depressionen.
Auf einer Schulabschlussparty lernt Luke Stephanie kennen, die wie er den Sommer in der Stadt verbringt. Da sie sich für ihn interessiert, wähnt er sich schon im siebten Himmel, doch sie ist die Stieftochter seines Therapeuten und Freundes Jeffrey und so verkompliziert sich die Situation. Auch Jeffrey hat Probleme. Die Ehe mit seiner viel jüngeren Frau scheint am Ende und er erleidet einen Zusammenbruch. Die Freundschaft der beiden Männer wird durch die gemeinsamen Erfahrungen stärker.
Der Film spielt im Jahr 1994. Er zeigt das New York dieser Zeit, den Gebrauch von Marihuana und Hip-Hop als prägende Musikrichtung. Der neu gewählte Bürgermeister Rudy Giuliani hat mit seinem Kampf gegen Kriminalität, Alkoholismus, Graffiti und laute Radios auf den Straßen begonnen.

## Kritiken
Dennis Harvey verglich den Film in der Zeitschrift Variety vom 19. Januar 2008 mit Filmen wie Thumbsucker und Donnie Darko. Er behandle das vertraute Gebiet mit Sicherheit und Auszeichnung. Zum Ende würde der Film melancholisch und vermittle die Botschaft, dass das Erwachsenwerden Schmerz bedeute.
Die Organisatoren des Sundance Film Festivals lobten, dass der Film „perfekt“ Manhattan und den Zeitgeist der 1990er Jahre zeige. Ben Kingsley wirke „grell komisch“. Der Stil des Films sei „unerwartet geschnörkelt“.

## Auszeichnungen
Der Film nahm am Sundance Film Festival als Wettbewerbsbeitrag teil, wodurch Jonathan Levine für den Großen Preis der Jury nominiert war. Er erhielt den Publikumspreis des Festivals.
Ben Kingsley erhielt jedoch für seine Darstellungen in diesem Film sowie in Der Love Guru und War, Inc. eine Nominierung für die Goldene Himbeere 2009 als schlechtester Nebendarsteller.

## Hintergründe
Der Film wurde in New York gedreht. Seine Produktionskosten betrugen geschätzte 6 Millionen US-Dollar. Die Weltpremiere fand am 18. Januar 2008 auf dem Sundance Film Festival statt. Im April 2008 wurde der Film auf dem Tribeca Film Festival gezeigt. Ab dem 3. Juli 2008 lief er in ausgewählten Kinos in den USA.

## Musik
- „What Goes Around“, geschrieben und eingespielt von Move.meant
- „The World Is Yours“, geschrieben von Nasir Jones und Peter Philips, eingespielt von Nas
- „Heaven and Hell“, geschrieben und eingespielt von Robert Diggs und Raekwon
- „The What“, geschrieben von Clifford Smith, Christopher Wallace und Ostin S. Harvey, eingespielt von The Notorious B.I.G. und Method Man
- „Summertime“, geschrieben von Robert Bell, Ronald Bell, George Brown, Lamar Manone, Robert Mickins, Craig Simpkins, Claydes Smith, Will Smith, Alton Taylor, Dennis Thomas und Richard Westfield, eingespielt von DJ Jazzy Jeff & The Fresh Prince
- „Season of the Witch“, geschrieben und eingespielt von Donovan
- „Just a Friend“, geschrieben und eingespielt von Biz Markie
- „Can’t Ya See“, geschrieben von James Brown, Sean Combs, Joe Howell, Herb Middleton, Terri E. Robinson, Randy Ryan, Mark South, John Starks und Fred Wesley, eingespielt von Total feat. The Notorious B.I.G.
- „Can I Kick It?“, geschrieben und eingespielt von A Tribe Called Quest
- „You Used To Love Me“, geschrieben von Chucky Thompson, Sean Combs und Faith Evans, eingespielt von Faith Evans
- „Bump n’ Grind“, geschrieben und eingespielt von R. Kelly
- „Long Shot Kick de Bucket“, geschrieben von George Agard, Sidney Roy Crooks und Loren Jackson Robinson, eingespielt von The Pioneers
- „Exit Lines“, geschrieben von Steven Bragg, Larry Crane, Patricia Rowland und Lindsay Thrasher, eingespielt von Vomit Launch
- „Flava in Ya Ear“, geschrieben und eingespielt von Craig Mack
- „Tearz“, geschrieben und eingespielt von Wendy Rene, Dennis Coles, Robert Diggs, Johnie Frierson, Mary Frierson, Gary Grice, Lamont Hawkins, Jason Hunter, Russell T. Jones, Clifford Smith und Corey Woods, eingespielt von Wu-Tang Clan

## DVD
Auf DVD und Blu-Ray erschien der Film am 6. Januar 2009 in Amerika. In England erschien die DVD am 9. Februar 2009.